# Episodi de La vita secondo Jim (terza stagione)

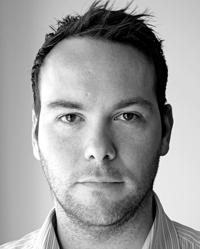
Dana (Kimberly Williams-Paisley)

La terza stagione della serie televisiva La vita secondo Jim (According to Jim) è composta da 29 episodi, trasmessi in prima visione negli Stati Uniti d'America da ABC dal 23 settembre 2003 al 25 maggio 2004.
In Italia la terza stagione è stata trasmessa in prima visione assoluta dal 10 ottobre al 16 novembre 2005 su Disney Channel; in chiaro è stata trasmessa in prima visione da Italia 1 nel 2005.
| nº | Titolo originale                     | Titolo italiano           | Prima TV USA      | Prima TV Italia  |
| -- | ------------------------------------ | ------------------------- | ----------------- | ---------------- |
| 1  | The Errand                           | Chi la fa... la spesa?    | 23 settembre 2003 | 10 ottobre 2005  |
| 2  | The Packer Ball                      | La palla dei Packers      | 30 settembre 2003 | 11 ottobre 2005  |
| 3  | We Have a Bingo                      | Delitto e castigo         | 7 ottobre 2003    | 12 ottobre 2005  |
| 4  | Getting to Know You                  | Un gioiello di marito     | 14 ottobre 2003   | 13 ottobre 2005  |
| 5  | The Lemonade Stand                   | Lo stand della limonata   | 21 ottobre 2003   | 14 ottobre 2005  |
| 6  | ABCs and 123s                        | La mamma non sa leggere   | 21 ottobre 2003   | 17 ottobre 2005  |
| 7  | Dana Dates Jim                       | Il gemello di Jim         | 28 ottobre 2003   | 18 ottobre 2005  |
| 8  | Scary Movie                          | I robot fanno paura?      | 4 novembre 2003   | 19 ottobre 2005  |
| 9  | Imaginary Friend                     | L'amico immaginario       | 11 novembre 2003  | 20 ottobre 2005  |
| 10 | Paintball                            | Palline di vernice        | 18 novembre 2003  | 21 ottobre 2005  |
| 11 | The Empty Gesture                    | Il grande gesto           | 25 novembre 2003  | 24 ottobre 2005  |
| 12 | Rules of Engagement                  | Le regole dello scontro   | 2 dicembre 2003   | 25 ottobre 2005  |
| 13 | Secret Santa                         | Il Natale dei segreti     | 9 dicembre 2003   | 26 ottobre 2005  |
| 14 | House for Sale                       | Casa in vendita           | 6 gennaio 2004    | 27 ottobre 2005  |
| 15 | Dana Dates the Reverend              | Dana e il reverendo       | 27 gennaio 2004   | 28 ottobre 2005  |
| 16 | The Best Man                         | Il grande passo           | 10 febbraio 2004  | 31 ottobre 2005  |
| 17 | Cheryl Sings                         | Cheryl cantante           | 17 febbraio 2004  | 1º novembre 2005 |
| 18 | When You Wish to Be a Star (Part I)  | Cheryl la star (1ª parte) | 24 febbraio 2004  | 2 novembre 2005  |
| 19 | When You Wish to Be a Star (Part II) | Cheryl la star (2ª parte) | 2 marzo 2004      | 3 novembre 2005  |
| 20 | No Crime, But Punishment             | Il beneficio del dubbio   | 9 marzo 2004      | 4 novembre 2005  |
| 21 | The Baby                             | Il bambino                | 16 marzo 2004     | 7 novembre 2005  |
| 22 | Who's The Boss?                      | Chi è il capo?            | 30 marzo 2004     | 8 novembre 2005  |
| 23 | The Truck                            | La rivincita              | 6 aprile 2004     | 9 novembre 2005  |
| 24 | The Toilet                           | L'ipocrita                | 27 aprile 2004    | 10 novembre 2005 |
| 25 | Trashed                              | Bei ricordi               | 4 maggio 2004     | 11 novembre 2005 |
| 26 | The Marriage Bank                    | La banca del matrimonio   | 11 maggio 2004    | 14 novembre 2005 |
| 27 | Everyone Gets Dumped                 | La vita è lunga           | 18 maggio 2004    | 15 novembre 2005 |
| 28 | The Swimming Pool                    | La piscina                | 25 maggio 2004    | 16 novembre 2005 |
| 29 | A Vast Difference                    | Un atto di coraggio       | 25 maggio 2004    | 16 novembre 2005 |

## Chi la fa... la spesa?
- Titolo originale: The Errand
- Diretto da: Philip Charles MacKenzie
- Scritto da: David Feeney

### Trama
Quando Jim scopre che Cheryl ha pagato sette dollari per farsi consegnare la spesa a casa loro, insiste affinché faccia la spesa lui stesso per risparmiare denaro. Una volta al supermercato, vede come gli uomini sposati vengono "addomesticati" dalle loro mogli e decide di ribellarsi a Cheryl, comprando di tutto tranne gli articoli della lista della spesa. Cheryl decide di ribaltare la situazione su Jim e lui fa lo stesso, finché non finiscono per andare a una festa formale indossando accappatoi e biancheria intima tutti sporchi di rossetto. Cheryl alla fine si arrende e si accontentano di pagare i sette dollari al fattorino per risparmiare l'abbonamento a Spice Channel.
- Guest star: Steve Nevil (cliente), Andy Morrow (Jason)

## La palla dei Packers
- Titolo originale: The Packer Ball
- Diretto da: Philip Charles MacKenzie
- Scritto da: Howard J. Morris e David Feeney

### Trama
Jim è inorridito quando vede suo figlio Kyle con una palla verde dei Packers. Cerca in tutti i modi di scambiarla con una dei Bears, ma Kyle non riesce a lasciare andare la palla verde. Jim ha degli incubi al riguardo e porta Kyle al suo lavoro in un altro tentativo di sbarazzarsi della palla dei Packers. Quando si rende conto che non c'è niente che può fare al riguardo, fa una piccola modifica sulla palla in modo che possano andare tranquillamente alla partita dei Bears.
- Guest star: Jeffrey Scott Kelly (cliente n°1), Mark Beltzman (cliente n°2), Reginald James (operaio edile n°1), Christopher Gehrman (operaio edile n°2), Michael Balin (operaio edile n°3), John Maynard (operaio edile n°4)

## Delitto e castigo
- Titolo originale: We Have a Bingo
- Diretto da: Philip Charles MacKenzie
- Scritto da: John D. Beck e Ron Hart

### Trama
La chiesa organizza una partita di bingo per una raccolta fondi di beneficenza e Jim non è disposto a partecipare finché non scopre che il primo premio è un letto ad acqua. Jim fa amicizia con un'anziana signora che si siede accanto a lui durante il gioco, e quando si addormenta, Jim si rende conto che l'anziana ha vinto il primo premio. All'insaputa degli altri, Jim scambia la sua cartella del bingo con quella vincente della signora e afferma di essere il vincitore. Più tardi, Jim va a cercare il reverendo Pierson per riscattare il premio, ma Pierson mostra a Jim il nastro che lo ha filmato di nascosto durante la partita e dice a Jim che sarà consumato dalla sua coscienza. Jim non crede a Pierson, ma in seguito la coscienza lo colpisce duramente quando cerca di stare con Cheryl sul letto ad acqua.
- Guest star: Chris Elliott (reverendo Pierson), Eve Brenner (anziana signora Meier), Charlie Hartsock (parrocchiano)

## Un gioiello di marito
- Titolo originale: Getting to Know You
- Diretto da: Mark Cendrowski
- Scritto da: Bob Nickman

### Trama
Cheryl dice a Jim che una sua amica ha ricevuto in regalo da suo marito un paio di orecchini costosi senza motivo e Jim replica che probabilmente il marito la tradisce. Dopo che Cheryl ha preso in modo offensivo il fatto che Jim non le comprerà un gioiello perché non pensa di doverlo fare - dopo tutto, sono sposati e lui non la sta tradendo - Jim va a comprare degli orecchini, solo per scoprire che non sa niente su Cheryl. Dopo aver passato tre giorni a dedicarsi interamente a prestare attenzione a Cheryl, con un po' dell'aiuto di Andy, Jim scopre che l'amica di Cheryl stava mentendo e finalmente si riconciliano.
- Guest star: James Ishida (venditore), Chris Dollard (Chris), Mark Beltzman (Beltzman), Tony Braunagel (Tony)

## Lo stand della limonata
- Titolo originale: The Lemonade Stand
- Diretto da: Mark Cendrowski
- Scritto da: Sylvia Green

### Trama
Jim e Cheryl incoraggiano le ragazze a fare uno stand di limonate e a raccogliere fondi per i loro monopattini. Quella che doveva essere una lezione sul valore del dollaro si trasforma in una vivace competizione tra vicini. Dana e Andy intervengono, mentre Cheryl cerca di starne fuori, finché non litiga con la moglie del vicino. Una volta chiamata la polizia, Jim si rende conto di aver perso lo scopo dello stand della limonata e decide di dare alle ragazze il resto dei soldi per i monopattini.
- Guest star: Kevin Chamberlin (Wallace), Jane Lynch (Janice), Grace Rowe (ufficiale di polizia), Robin Krieger (Marilyn Crannis), Hunter Gomez (Jules)

## La mamma non sa leggere
- Titolo originale: ABCs and 123s
- Diretto da: Philip Charles MacKenzie
- Scritto da: Warren Bell

### Trama
Jim dice a Cheryl che si lamenta troppo quando aiuta Ruby a fare i compiti. Cheryl gli dice che dovrebbe provare ad aiutare la bambina prima di parlare. Dal momento che Jim non vuole, parla con l'insegnante di Ruby per dare meno compiti perché Cheryl non sa leggere. La sua storia torna a Cheryl.
- Guest star: Brooks Almy (signora Taylor), Elizabeth Anne Smith (Sandy), Hira Ambrosino (Sarah), Susan Mackin (Dixie), Tom Bergeron (se stesso)

## Il gemello di Jim
- Titolo originale: Dana Dates Jim
- Diretto da: Leonard R. Garner Jr.
- Scritto da: Harry Hannigan

### Trama
È Halloween e Cheryl sta cercando di ospitare la festa in modo da poter possedere Halloween nel quartiere. Dana porta alla festa il suo nuovo fidanzato, Hank, che ha molte somiglianze con Jim. Pur rifiutandosi di ammettere che sta uscendo con Jim, Dana si rende conto della verità quando accidentalmente pizzica il sedere di Jim pensando che sia Hank. Il giorno successivo lei e Cheryl litigano per la situazione, il che lascia a Jim e Andy il compito di aggiustare l'amicizia tra le due sorelle.
- Guest star: Jeremy Rowley (Raggedy Ann), James McCauley (Hank)

## I robot fanno paura?
- Titolo originale: Scary Movie
- Diretto da: Mark Cendrowski
- Scritto da: Jeffrey B. Hodes e Nastaran Dibai

### Trama
Jim porta le ragazze a vedere un film spaventoso anche se Cheryl gli dice di non farlo. Quando le ragazze hanno incubi prima di coricarsi, Cheryl pensa di aver fatto qualcosa di sbagliato.
- Guest star: Andrea Walters (signora Ganzel)

## L'amico immaginario
- Titolo originale: Imaginary Friend
- Diretto da: Philip Charles MacKenzie
- Scritto da: David Feeney

### Trama
Dopo un inutile tentativo di Jim di convincere Cheryl a fare del sesso pomeridiano, lei gli ricorda che quella sera sarebbero dovuti andare al battesimo della figlia di una sua amica. Jim però rifiuta di andarci dicendo che un suo amico d'infanzia, Gas Dimas, torna in città proprio quella sera e lui deve andarlo a prendere all'aeroporto. Non è la prima volta che si sente parlare di questo amico di Jim, ma nessuno tranne lui lo ha mai visto, sebbene questi affermi che Gas era presente al loro matrimonio. Dana e Cheryl rovistano tra le foto del matrimonio, ma lui non si vede al che Jim indica una foto dove però si vede solo la nuca. 
Dopo aver parzialmente convinto le due sorelle, Jim rivela tuttavia al fido amico Andy che Gas non esiste, lo ha inventato solo per avere una scusa per evitare di partecipare a feste e ricevimenti che la moglie gli propone quotidianamente e che lui detesta. Cheryl, sospettando un inganno del marito, indaga e scopre che Gas non c'era sulla lista degli invitati al matrimonio e capisce quindi che Jim se l'è inventato ma non ha prove sufficienti a incastrare Jim ed escogita così un abile stratagemma: facendosi chiamare da Dana, finge che il battesimo sia saltato così da venire all'aeroporto con Jim e vedere di persona Gas. Preso alla sprovvista, Jim non molla e recita la sua parte fino all'aeroporto dove però non sembra avere scampo. 
A salvarlo, interviene però il fidato Andy il quale, scoperto che Cheryl sa tutto, chiama Jim per avvisarlo e lui ne approfitta fingendo di parlare con Gas, il quale gli avrebbe comunicato di aver perso l'aereo e di raggiungerli il giorno dopo. Per il momento si è salvato, ma Cheryl non vuole mollare: non è più una questione di partecipare al party, la faccenda è diventata l'ennesima gara a chi ha ragione tra i due coniugi e lei vuole vincere assolutamente. 
La sera dopo tutti aspettano Gas e Cheryl già pregusta la vittoria, ma non sa che Jim ha già programmato tutto: giunge infatti loro un telegramma (abilmente preparato da Andy) che comunica la notizia della morte di Gas Dimas. Jim e Andy fingono il lutto mentre Cheryl può solo rodersi dentro perché il marito si è salvato anche stavolta. 
Il giorno dopo, addirittura, Jim approfitta per l'ultima volta del suo amico immaginario e si compra un flipper (al quale Cheryl era sempre stata contraria) dichiarando che Gas gliel'ha lasciato nel suo testamento. Ma Cheryl non ha intenzione di cedere e gioca la sua ultima carta: per onorare la memoria di Gas, intende fare una donazione di ben 500 dollari all'associazione californiana per i leoni marini, al quale Gas era iscritto secondo quanto raccontato da Jim. Lei si aspetta che la prospettiva di un simile sperpero di denaro convinca Jim a rivelare la verità data la tirchieria del marito ma Jim, con sorpresa persino di Andy, preferisce spendere quei soldi piuttosto che rinunciare ai privilegi offertigli dall'amico immaginario. Come ultimo tentativo, Cheryl alza la spesa a 700 dollari ma le cose non cambiano. Cheryl si infuria, capendo di non poter piegare in alcun modo il marito e di aver perso la "partita". E non è tutto: Jim si è già inventato un nuovo amico immaginario, Cherman, che subito entra in azione portando Jim e Andy al bowling trionfanti, sotto il disappunto di Dana e la furia di una sconfitta Cheryl.
- Guest star: Deji LaRay (corriere)

## Palline di vernice
- Titolo originale: Paintball
- Diretto da: Mark Cendrowski
- Scritto da: Jeffrey B. Hodes e Nastaran Dibai

### Trama
Cheryl convince Jim a frequentare un corso di cucina per coppie, che si trasforma in un disastro, quindi lascia che Jim scelga la prossima attività di coppia: il paintball, ma anche questo si trasforma in un disastro.
- Guest star: Mary Gross (Cynthia)

## Il grande gesto
- Titolo originale: The Empty Gesture
- Diretto da: Mark Cendrowski
- Scritto da: Warren Bell

### Trama
Cheryl inizia a sentirsi data per scontata mentre prepara la cena del Ringraziamento. Subisce l'ultimo affronto quando rimane bloccata sul tetto, dopo aver recuperato la sua tovaglia che Jim aveva trasformato in un fantasma per Halloween, e nessuno si accorge della sua assenza finché non sgancia la parabola satellitare. Per scusarsi, Jim le dice che lui, Dana e Andy prepareranno la cena. Jim pensa che Cheryl, essendo la maniaca del controllo che è, non avrebbe mai permesso che ciò accadesse, quindi non prepara la cena. Sfortunatamente, nemmeno Cheryl.
- Guest star: Lynne Marie Stewart (sorella Eileen), Kevin Kirkpatrick (uomo senzatetto)

## Le regole dello scontro
- Titolo originale: Rules of Engagement
- Diretto da: Mark Cendrowski
- Scritto da: Christopher J. Nowak

### Trama
Cheryl soddisfa ogni capriccio di Jim per fare ammenda per un grande litigio che hanno avuto la sera prima, che Jim non ricorda affatto.
- Guest star: Robert Joseph (paramedico)

## Il Natale dei segreti
- Titolo originale: Secret Santa
- Diretto da: Philip Charles MacKenzie
- Scritto da: Sylvia Green

### Trama
Dana ammette a Cheryl che non può permettersi di comprare un regalo di Natale a Jim, quindi Cheryl lascia che Dana metta il suo nome su uno dei regali che ha comprato per lui. Dana sceglie innocentemente il regalo più grande di Cheryl a Jim, ma quando Jim è entusiasta del regalo, Dana è pronta a prendersi tutto il merito.

## Casa in vendita
- Titolo originale: House for Sale
- Diretto da: Philip Charles MacKenzie
- Scritto da: Sylvia Green

### Trama
La casa di fronte a Jim e Cheryl è in vendita. I Devlin vanno a trovarli e annunciano che stanno facendo un'offerta per la casa di fronte. Jim e Cheryl sono sconvolti e stanno pensando di trasferirsi per allontanarsi da loro.
- Guest star: Cynthia Stevenson (Cindy), Tim Bagley (Tim), James Kiriyama-Lem (ispettore di case)

## Dana e il reverendo
- Titolo originale: Dana Dates the Reverend
- Diretto da: Jim Belushi
- Scritto da: Harry Hannigan

### Trama
Dana è stufa di attrarre solo uomini superficiali. Jim è nei guai perché alla sua squadra di bowling manca un giocatore. Pare che il reverendo Pierson sia la soluzione a entrambi i problemi. Sfortunatamente, c'è un problema.
- Guest star: Chris Elliott (reverendo Pierson), Michelle Hurd (Kitson), Robert Belushi (cameriere), Charlie Hartsock (tizio del bowling), Bea Nordella (parrocchiana)

## Il grande passo
- Titolo originale: The Best Man
- Diretto da: Philip Charles MacKenzie
- Scritto da: Howard J. Morris

### Trama
Cheryl proibisce a Jim di organizzare un addio al celibato con birra e spogliarelliste al suo amico poliziotto Danny. Teme che Danny si presenti al suo matrimonio con i postumi di una sbornia, come ha fatto Jim al loro matrimonio. Jim e i suoi amici decidono di portare Danny a fare una nuotata nel gelido lago Michigan, costringendo Danny a una visita in ospedale. La mattina del matrimonio, Danny rimane a letto, gemendo e gemendo, e Cheryl si preoccupa, ma il dottore assicura a tutti che non c'è niente di sbagliato in lui. Jim si rende conto che Danny ha solo i piedi freddi, quindi cerca di convincerlo a portare a termine il suo matrimonio con Laraine, sua collega poliziotta.
- Guest star: Dan Aykroyd (Danny Michalski), Laraine Newman (Laraine), Tracy Newman (cantante folk), Mark Beltzman (Beltzman), Tony Braunagel (Tony), John Rubano (John), Nicholas Hormann (dottore), Robert Joseph (paramedico)

## Cheryl cantante
- Titolo originale: Cheryl Sings
- Diretto da: Mark Cendrowski
- Scritto da: Bob Nickman

### Trama
Cheryl cerca di impressionare l'orgogliosa cugina Mindy fingendosi la cantante della band di Jim, anche se ha una voce terribile. Jim accetta di esibirsi alla festa di fidanzamento di Mindy con Cheryl per dare a sua moglie una lezione sull'orgoglio rendendosi ridicoli. Tuttavia, quando Mindy dice a Jim che il suo fidanzato, Eric, è un produttore discografico, deve decidere tra dire a Cheryl la verità e fare una brutta impressione su Eric.
- Guest star: Rachael Harris (Mindy), John Rubano (John), Mark Beltzman (Beltzman), Tony Braunagel (Tony), Tom Cano (Eric), Dayna Devon (signora Thaddeus Dempsey)

## Cheryl la star (1ª parte)
- Titolo originale: When You Wish to Be a Star: Part 1
- Diretto da: Mark Cendrowski
- Scritto da: John D. Beck e Ron Hart

### Trama
Il primo compito di Dana presso l'agenzia pubblicitaria è quello di scegliere la famiglia televisiva perfetta per uno spot pubblicitario di una crociera Disney. Cheryl e i ragazzi ottengono il lavoro, ma il capo di Dana sostituisce Jim con un bell'attore nel ruolo di "papà".
- Guest star: Ingo Rademacher (Ted), Michelle Hurd (Kitson)

## Cheryl la star (2ª parte)
- Titolo originale: When You Wish to Be a Star: Part 2
- Diretto da: Mark Cendrowski
- Scritto da: John D. Beck e Ron Hart

### Trama
Jim è turbato perché il suo sostituto nella pubblicità, Ted, diventa un po' troppo intimo con Cheryl davanti alla telecamera. Così appena un ruolo si libera, si offre subito per la parte. Nel frattempo, Kitson diventa misteriosamente gay in presenza di Andy.
- Guest star: Ingo Rademacher (Ted), Michelle Hurd (Kitson), Roberta Hanlen (passeggera)

## Il beneficio del dubbio
- Titolo originale: No Crime, But Punishment
- Diretto da: Jim Belushi
- Scritto da: Howard J. Morris

### Trama
Gracie ultimamente si è comportata male e Jim dice che i modi gentili di Cheryl non funzionano. Jim escogita un duro piano di punizione, ma si spinge troppo oltre quando incolpa Gracie per qualcosa che non ha fatto.
- Guest star: Charlie Hartsock (ufficiale di polizia), Stella Hudgens (Annie), Austin Rogers (bambino)

## Il bambino
- Titolo originale: The Baby
- Diretto da: Philip Charles MacKenzie
- Scritto da: David Feeney

### Trama
La sorella di Jim, Roxanne, si presenta alla sua porta, incinta, e lascia che Andy creda di essere il padre. Jim è arrabbiato per questo e affronta Roxanne, costringendola ad ammettere che il suo ex fidanzato l'ha messa incinta e a scusarsi anche con Andy.
- Guest star: Jennifer Coolidge (Roxanne), Rick Overton (Rick), Frances Callier (istruttrice pre-parto), Glenda Morgan Brown (infermiera)

## Chi è il capo?
- Titolo originale: Who's the Boss?
- Diretto da: Philip Charles MacKenzie
- Scritto da: Bob Nickman

### Trama
Jim sta lavorando sodo per accontentare la sua nuova cliente, Veronica, il che in realtà significa che sta facendo lavorare sodo Andy. Perché il capo non può essere visto lavorare sodo pubblicamente. Ma poi Andy e Veronica parlano.
- Guest star: Nana Visitor (Veronica)

## La rivincita
- Titolo originale: The Truck
- Diretto da: Philip Charles MacKenzie
- Scritto da: Terry Mulroy

### Trama
Cheryl chiede a Jim di usare il suo camion per trasportare un gigantesco orso grizzly di cartapesta che le ragazze hanno creato per la "settimana degli spiriti" nella loro scuola, ma non sa che Jim ha appena perso il suo camion in un incontro di braccio di ferro e, in un gesto di orgoglio macho, si rifiuta di chiederlo indietro.
- Guest star: Taylor Nichols (Lloyd), Andy Morrow (Jason), Brenda Julian (donna nel bar)

## L'ipocrita
- Titolo originale: The Toilet
- Diretto da: Jim Belushi
- Scritto da: Harry Hannigan

### Trama
Cheryl promette di prendere sul serio le opinioni di Jim quando decide di ristrutturare il bagno, finché Jim non insiste sul fatto di installare un orribile gabinetto high-tech in acciaio inossidabile.
- Guest star: Tim Kazurinsky (venditore), James Earl Jones (voce del gabinetto)

## Bei ricordi
- Titolo originale: Trashed
- Diretto da: Philip Charles MacKenzie
- Scritto da: Jeffrey B. Hodes e Nastaran Dibai

### Trama
Cheryl chiede a Jim di affittare un magazzino per ospitare sette anni di progetti artistici dei bambini, ma Jim si rifiuta di pagare la quota, quindi butta via tutto, pensando che Cheryl non se ne accorgerà, finché non avrà bisogno di alcuni dei progetti per la festa di pensionamento per l'insegnante d'arte di Ruby.
- Guest star: Carla Renata (Sherri), Pat Crawford Brown (signora Reifschneider)

## La banca del matrimonio
- Titolo originale: The Marriage Bank
- Diretto da: Jim Belushi
- Scritto da: Christopher J. Nowak

### Trama
Pensando che Cheryl potrebbe lasciarlo andare a pescare con Andy, Jim decide di "versare un acconto" alla "banca matrimoniale", accettando di andare a un seminario di coppia con lei. I piani di Jim vengono sventati, tuttavia, quando il dottor Ted, il guru del matrimonio, dichiara malsana l'intera mentalità della banca matrimoniale e Cheryl scopre le vere motivazioni di Jim, così che il dottor Ted deve intervenire.
- Guest star: Stephen Tobolowsky (dottor Ted), Todd Tesen (uomo al seminario)

## La vita è lunga
- Titolo originale: Everyone Gets Dumped
- Diretto da: Chris Brougham
- Scritto da: Howard J. Morris

### Trama
Jim sviluppa un'amicizia con il nuovo fidanzato di Dana, nonostante il fatto che il ragazzo abbia scaricato Cheryl anni fa.
- Guest star: Ed Quinn (Doug), Charlie Hartsock (Oliver)

## La piscina
- Titolo originale: The Swimming Pool
- Diretto da: Mark Cendrowski
- Scritto da: Bob Nickman

### Trama
Cheryl protesta quando un'ondata di caldo porta la famiglia a intrufolarsi nella piscina di un vicino in vacanza, finché non inizia a intrufolarsi in piscina anche lei, ma di nascosto dai suoi famigliari.
- Guest star: Carla Renata (Sherri), Tony Braunagel (Tony), Doug Cameron (ragazzo delle consegne), Mark Beltzman (Mark), John Rubano (John)

## Un atto di coraggio
- Titolo originale: A Vast Difference
- Diretto da: Charles T. Kanganis
- Scritto da: Jeffrey B. Hodes e Nastaran Dibai

### Trama
Jim si rifiuta di sottoporsi a una vasectomia, ma Cheryl è così espansiva nel suo elogio per la procedura che non è in grado di ammettere di non averla portata a termine.
- Guest star: Jason Kravits (dottor Schulman), Kenneth Choi (tecnico di laboratorio)